# Baldassarre Negroni

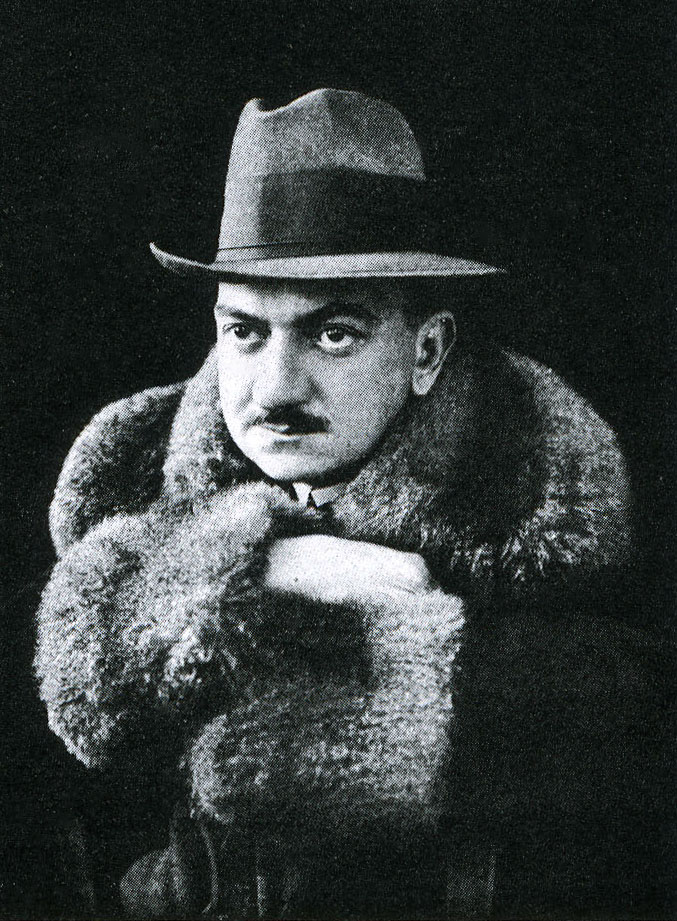
Baldassarre Negroni (1914)

Baldassarre Negroni (* 21. Januar 1877 in Rom; † 18. Juli 1948 ebenda) war ein italienischer Stummfilmregisseur.

## Leben
Negroni, Sohn des Grafen Carlo Guidetti und dessen Frau Costanza, studierte an der Hochschule Mondragone und arbeitete nach einem Studium der Rechtswissenschaften in der italienischen Hauptstadt als Börsenmakler und Rechtsanwalt. Als leidenschaftlicher Anhänger der Fotografie befasste er sich früh mit der Aufnahme kurzer dokumentarischer Filme, sodass er von der Filmgesellschaft Cines 1911 für das noch junge Medium als Kameramann und später als Regisseur unter Vertrag genommen wurde. Sein erster eigener Film war der rund 300 m lange komödiantische Primo bisticcio. 1912 gründete Negroni mit Gioacchino Mecheri die „Celio Film“ als Aktiengesellschaft. Wie in adligen Kreisen damals en vogue, wurden etliche Grafen Mitgesellschafter der Produktionsfirma.
Negroni war Teil des ersten großen Kino-Booms in Italien und schuf Strukturen in der neu entstehenden Industrie; er arbeitete mit den kommenden Stars des Stummfilmkinos wie Alberto Collo, Emilio Ghione und in erster Linie Francesca Bertini, die 1912 und 1913 in sechs seiner Filme spielte, am bedeutendsten darunter Histoire d'un pierrot (1913). In der Hauptrolle des männlichen Pierrot überzeugte die Bertini nach dem Pantomimen Ferdinand Beissier auf dem musikalischen Hintergrund von Mario Pasquale Costa; der Film wurde für seinen nach dem Klang der Musik entstandenen Rhythmus als einzigartig beschrieben. Im selben Zeitraum entstand der Film L'anima del demi-monde nach einem Buch von Augusto Genina mit Emilio Ghione in seiner ersten Darstellung des „Apache“, eine an Figuren aus der Kriminalliteratur angelehnte Rolle, die er später mit der des „Za-la-mort“ perfektionieren sollte.
1914 und 1915 wirkte Negroni in Norditalien für die „Milano Film“; bis zum Ausbruch des Ersten Weltkrieges, im Zuge dessen der Grund, auf dem die Ateliers gelegen waren, beschlagnahmt wurde und die Produktion zum Erliegen kam, drehte er 17 Filme, darunter Nel nido straniero, ein Kriegsdrama nach einem Stoff von Renato La Rocca. Zurück in Rom drehte er auf Vorschlag von Mecheri eine Version der Kameliendame, die in nur 16 Tagen mit demselben Ensemble wie dem seines gleichzeitig gefertigten Spionagefilmes Rugiada di sangue entstand, die in direkte Konkurrenz der Version mit Francesca Bertini trat und ein großer Erfolg wurde. Die Hauptrolle übernahm Olga Mambelli, die unter dem Künstlernamen Hesperia agierte; es war der Beginn einer langen künstlerischen und privaten Verbindung – letztere 1923 durch die Heirat bekräftigt.
Von 1915 bis 1921 war die „Tiber Film“ in Rom Negronis Arbeitgeber. Mit einem festen Team drehte er etwa sechs Filme pro Jahr, darunter Marcella nach Victorien Sardou, La cuccagna nach Émile Zola und Madame Flirt, der von Luciano Doria geskriptet wurde. Zwischen 1918 und 1919 war der Vertrag mit der Tiber kurzzeitig ausgesetzt, als er für „Film d'Arte Italiana“ inszenierte. In den Filmen der Zeit erwies sich Negroni als innovativer Nutzer der Technik; insbesondere wird ihm die Verwendung der Nahaufnahme zugeschrieben. Die nach den Kritikern besten Werke legte er in dieser Zeit vor; so La fibra del dolore nach einem Stoff von Gaetano Campanile Mancini, Il figlio di Madame Sans-Gêne nach Sardou und Émile Moreau und La belle madame Hébert nach dem Drama von Abel Hermant. Die Krise des italienischen Kinos in den 1920er Jahren ließ Negroni zunächst zu „Superfilms“, dann zu „Pittaluga“ wechseln; Verträge wurden aber nur noch für einzelne Filme geschlossen. Drei Werke mit Bartolomeo Pagano ragen aus dieser Zeit heraus, Il vetturale del Moncenisio, Gli ultimi zar und Giuditta e Oloferne.
Die Tonfilmzelt begann er mit dem Kurzfilm Serenata tzigana, der in erster Linie als Versuchsfeld für den Umgang mit der neuen Technik produziert wurde. 1932 stellte die musikalische Komödie Due cuori felici mit Vittorio De Sica, Rina Franchetti und Mimì Aylmer einen großen Publikumserfolg dar. Vier Jahre später erschien Negronis letztes Werk als Regisseur, L'ambasciatore, nach dem Theaterstück von Eugène Scribe und Germain Delavigne. Ab 1932 widmete er sich bis 1945, drei Jahre vor seinem Tod, der Produktionsleitung und betreute zahlreiche Filme von Kollegen wie Alessandro Blasetti, Carmine Gallone, Guido Brignone und Mario Camerini.

## Filmografie (Auswahl)
- 1911: Primo bisticchio
- 1913: Histoire d’un Pierrot
- 1915: La signora delle camelie
- 1917: La femme abondonnée
- 1918: Madame Flirt
- 1919: La fibra del dolore
- 1921: Il figlio di Madame Sans-Gêne
- 1922: La belle madame Hébert
- 1929: Giuditta e Oloferne
- 1932: Due cuori felici
- 1936: L’ambasciatore

## Bibliografie
- Silvio D’Amico (Hrsg.): Enciclopedia dello Spettacolo. Band 7: Mal – Perg. UNEDI – Unione Editoriale, Rom 1975.
- Caterina Napoleone (Hrsg.): Enciclopedia di Roma. Dalla origini all'anno Duemila. Franco Maria Ricci, Mailand 1999, ISBN 88-216-0946-4.